# Европско првенство у атлетици у дворани 1971 — 1.500 метара за жене
Такмичење у дисциплини трка на 1.500 метара у женској конкуренцији била је први пут на програму другог Европског првенства у атлетици у дворани 1971. одржаном у Фестивалској дворани у Софији 14. марта.

## Земље учеснице
Учествовало је 7 такмичарки из 5 земаља.
| - Бугарска (1) - Италија (1) - Совјетски Савез (2) | - Уједињено Краљевство (1) - Западна Немачка (2) |

## Рекорди
Извор:
| Светски рекорд у дворани                                    | Маргарет Бичам                           | Уједињено Краљевство                     | 4:17,4                                   | Источни Берлин, Источна Немачка          | 20. фебруар 1971.                        |                                          |                                          |
| Европски рекорд у дворани                                   | Маргарет Бичам                           | Уједињено Краљевство                     | 4:17,4                                   | Источни Берлин, Источна Немачка          | 20. фебруар 1971.                        |                                          |                                          |
| Рекорди европских првенстава у дворани                      | Ово је прво Европско првенство у дворани | Ово је прво Европско првенство у дворани | Ово је прво Европско првенство у дворани | Ово је прво Европско првенство у дворани | Ово је прво Европско првенство у дворани | Ово је прво Европско првенство у дворани | Ово је прво Европско првенство у дворани |
| Рекорди после завршеног Европског првенства у дворани 1971. |                                          |                                          |                                          |                                          |                                          |                                          |                                          |
| Светски рекорд у дворани                                    | Маргарет Бичам                           | Уједињено Краљевство                     | 4:17,2                                   | Софија, Бугарска                         | 14. март 1971.                           |                                          |                                          |
| Европски рекорд у дворани                                   | Маргарет Бичам                           | Уједињено Краљевство                     | 4:17,2                                   | Софија, Бугарска                         | 14. март 1971.                           |                                          |                                          |
| Рекорди европских првенстава у дворани                      | Маргарет Бичам                           | Уједињено Краљевство                     | 4:17,2                                   | Софија, Бугарска                         | 14. март 1971.                           |                                          |                                          |

## Освајачи медаља
|                                     |                                 |                                  |
| Маргарет Бичам Уједињено Краљевство | Људмила Брагина Совјетски Савез | Тамара Пангелова Совјетски Савез |

## Резултати
Због малог броја пријављених, одржана је само финална трка.

### Финале
Извор:
| Пласман | Атлетичар        | Земља                | Резултат | Белешка             |
| ------- | ---------------- | -------------------- | -------- | ------------------- |
|         | Маргарет Бичам   | Уједињено Краљевство | 4:17,2   | СРд, ЕРд, РЕПд, НРд |
|         | Људмила Брагина  | Совјетски Савез      | 4:17,8   |                     |
|         | Тамара Пангелова | Совјетски Савез      | 4:18,1   |                     |
| 4.      | Елен Тител       | Западна Немачка      | 4:18,4   |                     |
| 5.      | Христа Мертен    | Западна Немачка      | 4:18,8   |                     |
| 6.      | Василена Амзина  | Бугарска             | 4:25,6   |                     |
| 7.      | Анђела Рамело    | Италија              | 4:27,3   |                     |